# 水口乡 (绥宁县)
水口乡，是中华人民共和国湖南省邵陽市绥宁县下辖的一个乡镇级行政单位。

## 行政区划
水口乡下辖以下地区：
水口村、罗沙村、新哨村、曲溪村、田凼村、大浪江村、侯家村、泌水村、菖蒲江村和茶山村。